# Szojuz–U
A Szojuz–U (oroszul: Союз–У, GRAU-kódja: 11A511U) szovjet-orosz háromfokozatú űrhajózási hordozórakéta, a Szojuz rakétacsalád legnagyobb mennyiségben gyártott és indított tagja. A rakétákat 1973–2012 között alkalmazták. Űrhajók és műholdak pályára állítására egyaránt használták, Pleszeckből és a Bajkonuri űrrepülőtérről indították. Szintint használó harmadik fokozattal felszerelt változata a Szojuz–U2.

## Története
A kujbisevi (ma: Szamara) Központi Különleges Tervezőirodában (CSZKB, ma: CSZKB-Progressz) fejlesztették ki a Szojuz hordozórakéták korábbi változatai alapján. Szabványosított űrhajózási hordozórakétának tervezték. Erre utal az U jelzés, amely az orosz unyificirovannij (magyarul: egységesített, szabványosított) kifejezés rövidítése. A korábbi változatokhoz képest nagyobb tolóerejű hajtóműveket építettek be, az első fokozat RD–117-es, a második fokozat RD–118-as rakétahajtóműveket kapott, melyek az RD–107-es és az RD–108–as hajtóművek továbbfejlesztett változatai. Első indítása 1973. május 18-án történt, amikor a Koszmosz–559 felderítő műholdat állította pályára. Emberes űrrepülésre 1974. december 2-án használták először, akkor a Szojuz–16 űrhajót indították a típussal.
A Szojuz és Progressz űrhajók mellett számos műhold és űrszonda indítására alkalmazták. 1999-ben hat indítást hajtottak végre, melynél a Szojuz–U-hoz a Ikar rakéta-végfokozatot használták. Később, 2000-től a Fregat rakéta-végfokozatot is alkalmazták.
A Roszkoszmosz tervezte a típus indítását a Guyana Űrközpontból is, ezért ott is építettek számára egy indítóállást. A Szojuz–U indítására végül nem került sor Kourouból, helyette az erősebb Szojuz–2-es rakétákat használják.
A Szojuz–U típus legutolsó indítására 2012. május 17-én került sor a Pleszeck űrrepülőtérről, tovább nem használták. Összesen 773 indítás történt. Ezek közül 21 volt sikertelen, így a rakéta megbízhatósági mutatója 0,985. Az összes indítás közül 332 a Bajkonuri űrrepülőtérről, 441 Pleszeckből történt.

## Szojuz–U2
Az 1980-as évek elején a Szojuz–U módosításával fejlesztették ki a Szojuz–U2-t. A két változat közti különbség mindössze annyi volt, hogy a rakéta harmadik fokozatánál (I jelű rakéta-végfokozat) szintetikus üzemanyagot használtak. A Szovjetunióban kifejlesztett, a Szojuz rakétáknál általánosan alkalmazott RP–1 típusú (finomított kerozin) üzemanyagnál nagyobb égéshőjű szintin (C10H16) nevű tüzelőanyag használata lehetővé tette, hogy 200 kg-mal növeljék a hasznos terhet a hordozórakétán. Az első Szojuz–U2-t 1982 decemberében indították. Szojuz és Progressz űrhajók, valamint a Jantar felderítő műholdak indítására használták. A hagyományos kerozinnál jelentősen drágább szintin előállításával 1996-ban felhagytak, így ezt követően csak a hagyományos, kerozinnal üzemelő rakéta-végfokozattal ellátott Szojuz–U-kat indították. Szojuz–U2-t utolsó alkalommal 1993. július 2-án indítottak.

## Külső hivatkozások
- A Szojuz–U a gyártó CSZKB-Progressz honlapján (oroszul)
- A Szojuz–U a Roszkoszmosz honlapján (oroszul)
- A Szojuz–U2 a Roszkoszmosz honlapján (oroszul)